# Вєчиста (Краків)
Вєчиста (пол. Wieczysta Kraków) — польський футбольний клуб з Кракова, який виступає в ІІ лізі в сезоні 2024–2025 років після перемоги в групі IV III Ліги 2023–24 років. Місткість стадіону — 1500 місць (з них 156 — у зоні відвідувачів).

## Історія
Під час німецької окупації (Друга світова війна) під загрозою суворих репресій було заборонено організовувати футбольні матчі. Через ці обмеження на луках Раковіце, тодішнього села на кордоні Кракова, таємно проводилися численні футбольні змагання. Згодом місцева громада з ініціативи Едварда Ігнашевського вирішила заснувати спортивний клуб у такі важкі часи, таким чином у 1942 році утворилася «Вєчиста».

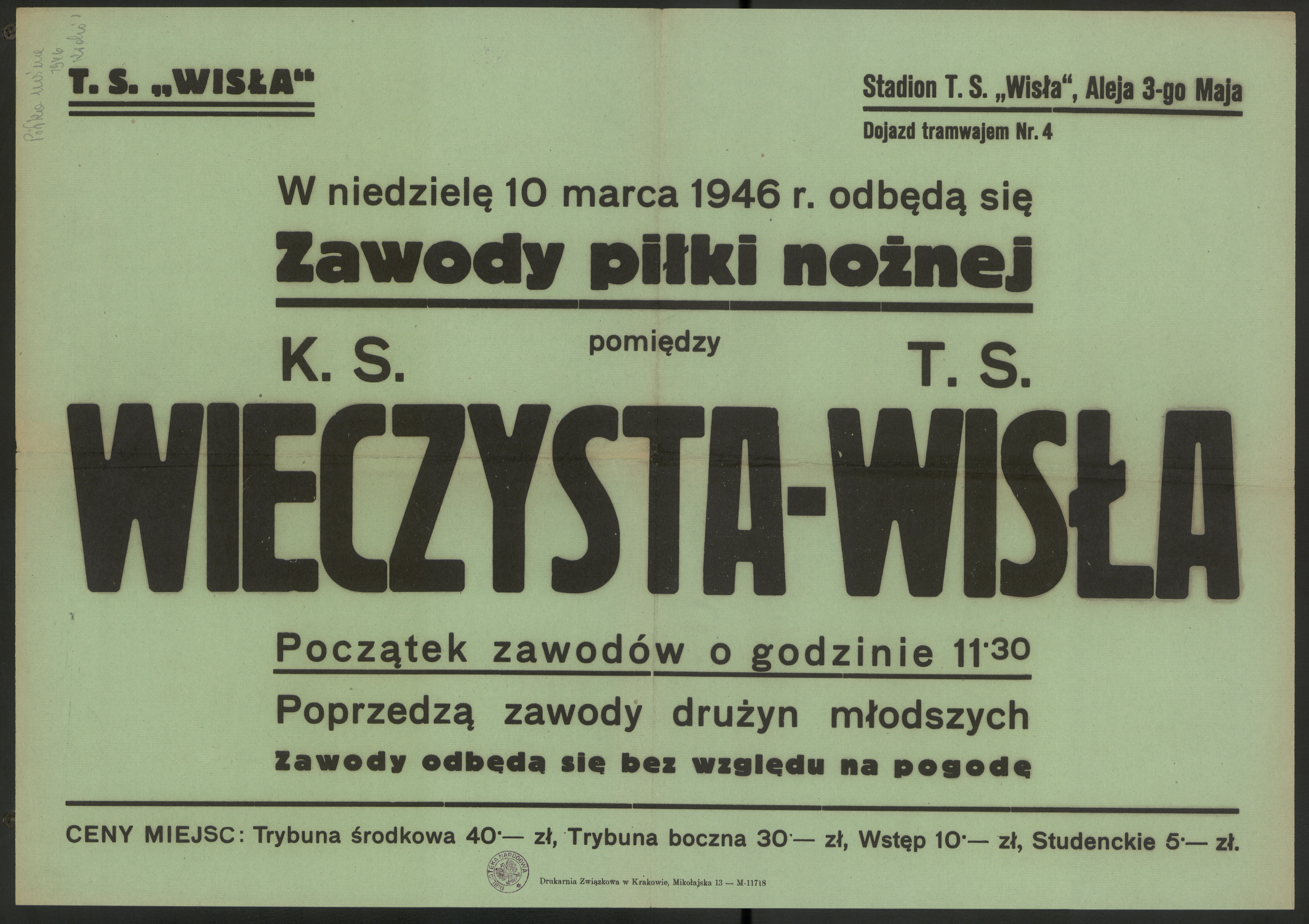
Плакат з оголошенням товариської гри проти «Вісли» у 1946 році

У 50-х і 60-х роках «Вєчиста» виступала в лігах класу A і B (тоді четвертий і п'ятий рівні польської футбольної ліги). У 1966 році, з реорганізацією системи польських ліг, III ліги, було введено новий третій рівень з поділом на регіони. «Вєчиста» була включена до окружної ліги (четвертого рівня) польської ліги. Виступи на такому високому рівні тривали недовго. У 1968 році команда опустилася до класу А (п'ятий розряд), а через рік опустилася ще на один клас нижче, до шостого розряду польської ліги. Наступні роки минулого століття принесли спортивну стабілізацію у вигляді регулярних виступів на регіональному рівні.
Сезон 1997/98 клуб грав у IV лізі, здобувши підвищення до четвертого рівня. Після шести років на цьому рівні клуб вилетів, завершивши сезон 2002/03 на 18 місці, у нижній частині таблиці. Протягом наступних дванадцяти сезонів «Вєчиста» грала в Окружній лізі, яка була п’ятою, а після чергової реорганізації в 2008 році шостою лігою польської футбольної ліги. У сезоні 2014/15 клуб посів 13 місце (друге з кінця) в Окружній лізі, таким чином опустившись до сьомого рівня. У першому сезоні в Класі А клуб посів друге місце, таким чином втративши можливість негайно повернутися до шостого рівня. У наступному сезоні, 2016/17, вони фінішували першими в лізі, таким чином вигравши підвищення в Окружну лігу.
У 2021 році вони виграли підвищення до IV ліги, посівши перше місце в групі Окружної ліги Кракова. На той час вони були найбагатшим аматорським клубом країни і виграли чемпіонат, здобувши 28 перемог у 28 іграх, забивши 216 і пропустивши лише 8. 29 вересня 2021 року вони здобули свою першу перемогу в центральному рівні Кубка Польщі, вигравши з рахунком 2–1 у клубу I ліги Хробри і вийшовши до 1/8 фіналу кубка.
У сезоні 2021–2022 «Вєчиста» завершила сезон ліги на першому місці, набравши 93 очки та програвши лише одну гру за весь сезон, випередивши на одинадцять очок «Віслані» (Яськовіце), що посіла друге місце. Потім команді довелося зіткнутися з чемпіоном іншої малопольської групи: резервістами «Брук-Бет Термаліка». Перший матч відбувся 25 червня 2022 року в Кракові, в якому «Вєчиста» перемогла з рахунком 4:0, усі голи забив Мацей Янковський. «Вішиста» виграла матч-відповідь з рахунком 3–0, вигравши нічию з загальним рахунком 7–0, і була підвищена до ІІІ ліги, забезпечивши друге підвищення поспіль.
«Вєчиста» розпочала сезон 2022–2023 на рівні III Ліги з двох перемог, нічиї та двох поразок. 29 серпня 2022 року після нічийної домашньої гри проти «Сталь» (Стальова Воля) тренер Францишек Смуда покинув клуб. 31 серпня 2022 року «Вішиста» вибула з Кубка Польщі, зазнавши поразки з рахунком 0:2 у матчі 1-го раунду проти «Радуні». 6 вересня 2022 року Даріуш Маржец став тренером «Вішисти», а 22 березня 2023 року — Войцех Лободзинський. Його команда невтішно закінчила сезон. Ключовим моментом виявилася безпрограшна серія з п’яти з шести матчів, яка сприяла втраті шансів на підвищення після передостаннього туру, коли вихід до ІІ ліги забезпечила «Сталь» (Стальова Воля), а «Вішисту» ще більше випередила «Авіа», опустившись на третє місце в таблиці перед останнім туром ІІІ ліги. В останньому матчі невтішного сезону «Вєчиста» виграла фінал регіонального Кубка Польщі у Мальопольщі проти «Спойні» (Осієк-Зимнодол) з рахунком 5:0, що гарантувало їй участь у Кубку Польщі 2023–24 на національному рівні. 14 червня 2023 року керівництво «Вішисти» розійшлося з тренером Лободзінським, а 15 червня 2023 року оголосило про наймання Мацея Мусяла, який підписав однорічний контракт.
«Вєчиста» підсилила свій склад на сезон 2023–2024 років за рахунок прибуття колишніх гравців збірної Польщі Міхала Паздана, Рафала Пєтшака та Яцека Гуральського, а також ветеранів Саші Живеца та Крістофа Кнасмюллнера. Після поразки з рахунком 1:0 у першому турі сезону 2023–2024 «Вішиста» виграла п’ять із наступних семи ігор. 18 серпня, незважаючи на відставання від лідера групи IV «Сярка» (Тарнобжег) лише на одне очко, Мацея Мусяла було звільнено та замінено колишнім гравцем «Вішисти» Славоміром Пешко.
18 травня 2024 року після перемоги над «Свіднічанкою» з рахунком 1:0 і «Сяркою», яка посіла друге місце, програвши гру через кілька годин, «Вєчиста» за три тури до кінця сезону забезпечила собі підвищення до ІІ ліги.

## Основний склад
Станом на 27 березня 2025

| №  | Поз. | Нац.    | Гравець                               |
| -- | ---- | ------- | ------------------------------------- |
| 1  | ВР   | Польща  | Антоні Мікулко                        |
| 2  | ЗХ   | Польща  | Міхал Паздан                          |
| 3  | ПЗ   | Польща  | Яцек Гуральський                      |
| 6  | ЗХ   | Польща  | Рафал Пєтшак                          |
| 8  | НП   | Польща  | Кароль Даніеляк                       |
| 9  | ПЗ   | Чехія   | Якуб Пешек                            |
| 10 | ПЗ   | Іспанія | Дані Сандовал                         |
| 11 | ПЗ   | Польща  | Давід Кєдрович                        |
| 12 | ВР   | Польща  | Кацпер Подліпний                      |
| 13 | ПЗ   | Польща  | Давід Пакульський                     |
| 14 | ЗХ   | Польща  | Міхал Кой                             |
| 16 | ПЗ   | Польща  | Томаш Сведровський                    |
| 17 | ЗХ   | Польща  | Куба Вішневський (в оренді з «Вісли») |
| 18 | НП   | Іспанія | Мануель Торрес                        |
| 19 | ПЗ   | Польща  | Міхал Трубка                          |

| №  | Поз. | Нац.       | Гравець                                    |
| -- | ---- | ---------- | ------------------------------------------ |
| 20 | НП   | Іспанія    | Чума                                       |
| 21 | ЗХ   | Польща     | Конрад Касолік                             |
| 22 | ЗХ   | Польща     | Нікодем Кітовський                         |
| 23 | ПЗ   | Хорватія   | Петар Брлек                                |
| 25 | ЗХ   | Польща     | Кароль Кживецький                          |
| 26 | ЗХ   | Польща     | Бартош Бжек (в оренді з «Лехії» (Гданськ)) |
| 29 | ПЗ   | Польща     | Павел Лисяк                                |
| 31 | ВР   | Польща     | Оскар Мєлкаж (в оренді з «Шльонська»)      |
| 66 | НП   | Польща     | Якуб Волосік                               |
| 77 | ПЗ   | Кабо-Верде | Лісандру Семеду                            |
| 88 | ПЗ   | Іспанія    | Хуан Роман                                 |
| 89 | ЗХ   | Польща     | Даніель Міколаєвський                      |
| 90 | ПЗ   | Польща     | Лукаш Пєтрас                               |
| 91 | НП   | Португалія | Рафаел Лопіш                               |
|    | НП   | Швеція     | Діян Вукоєвич                              |

## Досягнення
ІІІ ліга
- Переможець: 2023/24

Кубок Польщі
- 1/16 фіналу: 2021/22